# Anopterus
Anopterus is een geslacht van struiken en kleine bomen uit de familie Escalloniaceae. Het telt twee soorten die voorkomen in West-Tasmanië en Oost-Australië. 

## Soorten
- Anopterus glandulosus Labill.
- Anopterus macleayanus F.Muell.